# Crepidiastrum ameristophyllum
Crepidiastrum ameristophyllum là một loài thực vật có hoa trong họ Cúc. Loài này được (Nakai) Nakai mô tả khoa học đầu tiên năm 1920.